# Синкелл

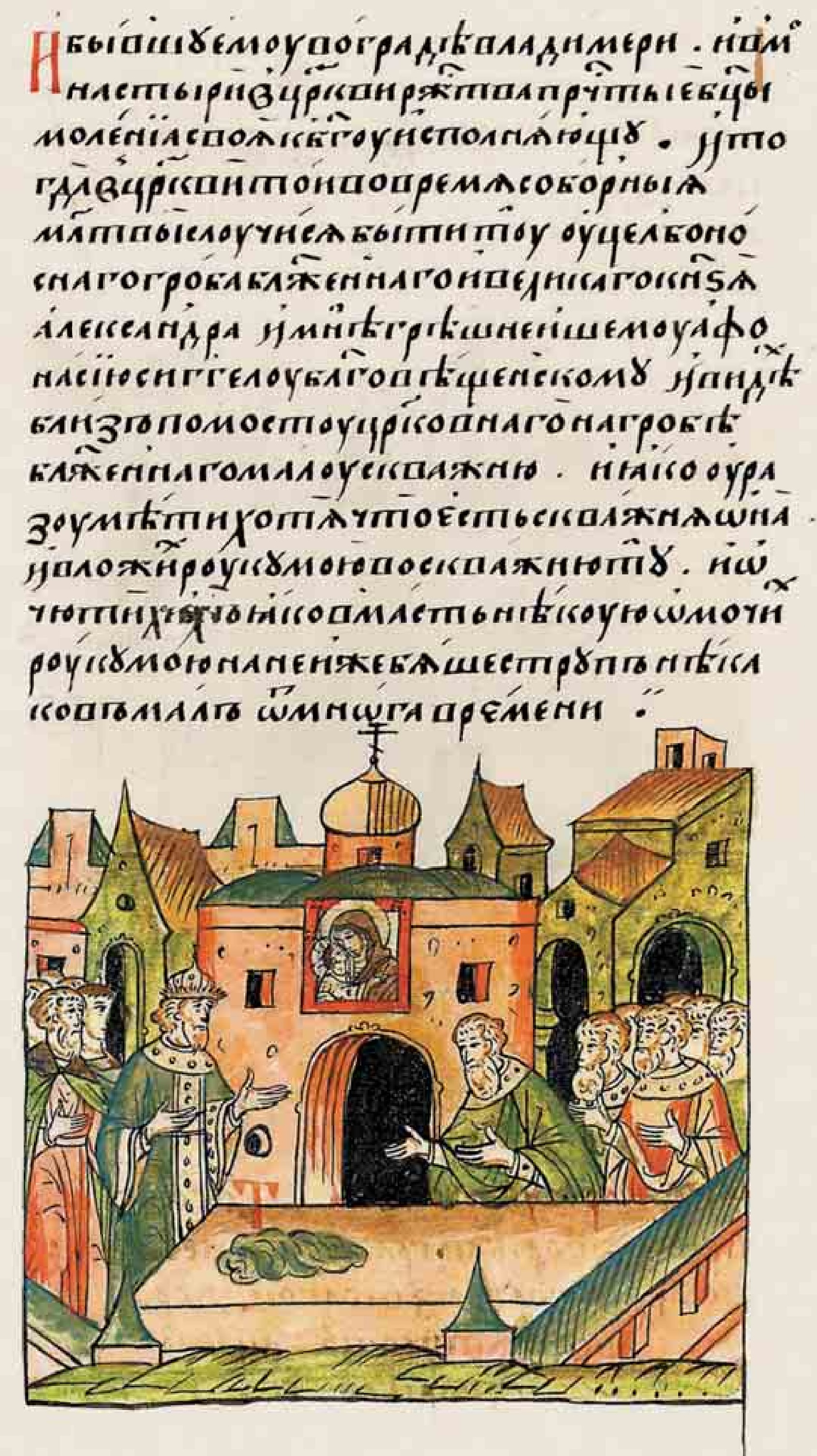
Исцеление руки сиггела Благовещенского собора Афанасия от гроба Александра Невского во Владимире во время Казанского похода царя Ивана Грозного. Лицевой летописный свод. Книга 17

Си́нкелл (греч. σύγκελλος, σύνκελλος — буквально: «сокелейник, живущий в одной келье», от греч. συν- (συγ-) — приставка со значением «совместности действия, соучастия» + κέλλιον — «чулан, конурка или подвал; келья») — церковный чин в православной церкви при византийских патриархах или епископах.
Термин известен на Востоке с V века и вначале обозначал того клирика, который жил в одной келье с епископом.
На Западе этой должности соответствовал контубернал (лат. contubernalis, от con- (cum-) — «с, вместе» + taberna — «хижина»). Григорий Великий, удалив из своего епископского дома всех мирян, распорядился, чтобы клирики и монахи заняли их место в его дворце. Эдиктом Теодориха епископу с диаконами и пресвитерами предписывалось жить в одном помещении, быть товарищами по жилищу (concellanei). В Испании было установлено то же самое соборами Толедским и Турским.
Начиная с VI века на Востоке «синкелл» стала должностью присваиваемой патриархом, и она уже не предполагала совместное проживание. На Востоке патриарх имел при себе корпорацию синкеллов, находившуюся под управлением протосинкелла («первого синкелла»), который сопровождал патриарха на все соборы. Обыкновенно епископы выбирали в синкеллы людей более образованных, которые могли бы им содействовать в решении важнейших вопросов. В Греции это учреждение было более развито, так что часто епископ являлся окруженный целою толпою церковных сановников; между ними были старые друзья его по монастырю, лица, оказавшие ему услугу в тяжелые времена смут, иногда просто обычные советники и собеседники. Протосинкеллы всегда играли очень важную роль, особенно в патриархате константинопольском. Протосинкелл обыкновенно был первым кандидатом на преемство своему патрону.
На Руси церковный чин синкелла известен с X века, он перешёл из Византии и присваивался отдельным клирикам, например его имел митрополит Георгий, занимавший киевский митрополичий престол в 1062—1077 годах. Древнерусские названия этой должности: синкелъ, сиггелъ, сунькелъ. Чин существовал на Руси по крайней мере до XVI века включительно.
Чин синкелла в настоящее время существует в Константинопольской православной церкви и в Сербской православной церкви.